# Вільям Адамс
Вільям Адамс (англ. William Adams, 24 вересня 1564, Джиллінгем, Медвей (район), Кент, Англія — 16 травня 1620, Хірадо, Японія) — англійський мореплавець і торговець, який першим з британців досяг Японського архіпелагу.

## Життєпис
В Японії виконував обов'язки радника сьоґуна Токуґави Іеясу із зовнішньополітичних питань. Відомий під японським іменем Міура Андзін (三浦按針, «лоцман з Міури»).
Лобіював інтереси торговельних факторій протестантантських Англії та Нідерландів та сприяв витісненню з японського ринку католицьких конкурентів — купців Іспанії та Португалії. Він брав участь у будівництві кораблів західного зразка для сьоґунату Токуґави. Також Адамс був однією із ключових осіб, які підштовхнули японську владу до запровадження в країні заборони християнства.
Похований у районі Нісіхемі міста Йокосука префектури Канаґава.

## Мистецтво
Є головним героєм роману Джеймса Клавелла «Сьоґун».